# منصور بیات‌زاده

دکتر منصور بیات زاده

منصور بیات زاده (زاده ۱۲ مرداد ۱۳۱۶ خورشیدی در «دُمِنه» جاپلق -درگذشت ۱۴ فروردین ۱۴۰۰ لیمبورگ آن در لان آلمان) فعال سیاسی و از رهبران کنفدراسیون دانشجویان ایرانی و شاخه اروپای جبهه ملی ایران وسخنگوی سازمان سوسیالیست‌های ایران بود.
بیات زاده دوران ابتدایی و دبیرستان را در اراک و تهران به پایان رساند. بیات زاده در سال ۱۳۳۸ (۱۹۵۹ میلادی) به خاطر تحصیلات دانشگاهی به شهر ماینتس در آلمان رفت و پس از اتمام تحصیل در رشته انسان‌شناسی و ژنتیک انسانی و دریافت درجه دکترا در علوم طبیعی، مدتی به عنوان استادیار در دانشگاه یوهانس گوتنبرگ شهر ماینتس به تحقیق و تدریس پرداخت ولی پس از تقریباً چهار سال بخاطر فعالیت‌های سیاسی، بخصوص علیه حکومت پهلوی، از جمله شرکت در تظاهرات ۶ خرداد ۱۳۴۶ ضمن ورود محمد رضا پهلوی به شهر بن، پایتخت آن زمان آلمان از ادامه کار او در دانشگاه جلوگیری شد. او در آغاز فعالیت‌های جنبش دانشجویی برون مرزی در فراکسیون «مصدقی ها» به فعالیت سیاسی پرداخت و در این راه سالهای متمادی در رهبری کنفدراسیون دانشجویان ایرانی و شاخه اروپای جبهه ملی ایران فعالیت کرد.
وی از پیشگامان و اعضای کادر رهبری «چپ مستقل» بود و در تاریخ سی تیرماه ۱۳۶۳ به همراهی چند تن از هم فکرها سازمان سوسیالیست‌های ایران را بنیان نهاد و تا زمان درگذشت عضو کادر رهبری و سخنگوی رسمی این سازمان بود.
دکتر منصور بیات زاده مقالات سیاسی بسیار و چند کتاب منتشر کرده. یکی از آثار جامع او کتاب "دکتر مصدق و راه مصدق" در هجده فصل است.